# Folkeaktie
Folkeaktie er en betegnelse, der anvendes i forbindelse med børsnotering af tidligere statsligt ejede virksomheder, hvor det politiske ønske er at sikre en bred folkelig ejerspredning. Formålet er at engagere almindelige borgere i ejerskab af vigtige samfundsaktiver og fremme danskernes aktiekultur. Begrebet blev især anvendt i Danmark i 1990’erne og 2000’erne under privatiseringen af en række statslige selskaber.

## Historie
Begrebet opstod i forbindelse med danske privatiseringer, hvor staten ønskede at sikre, at ikke kun professionelle investorer fik adgang til aktierne. Ved at tilbyde aktier direkte til private borgere – ofte under særlige vilkår – blev ejerskabet mere folkeligt.

## Eksempler i Danmark

### TDC A/S
Tele Danmark (senere TDC A/S) blev i perioden fra 1994 til 2000 gradvist privatiseret. Staten solgte aktier i flere omgange og ønskede bred folkelig deltagelse.

### DONG Energy (Ørsted)
DONG Energy blev børsnoteret i 2016, men store dele af ejerskabet blev allerede i 2014 solgt til bl.a. Goldman Sachs. Flere partier ønskede i stedet folkelig deltagelse gennem en folkeaktie-model.

## Formål
Formålet med folkeaktier er at:
- engagere flere borgere i investering og aktiemarkedet,
- sikre demokratisk kontrol over tidligere offentlige selskaber,
- skabe økonomisk medejerskab i samfundsvigtige virksomheder.[2]

## Kritik
Kritikere har peget på, at mange aktier alligevel ender hos institutionelle investorer, og at den ønskede folkelige spredning derfor ikke altid opnås.